# Макутино (Кирилловский район)
Макутино — деревня в Кирилловском районе Вологодской области.
Входит в состав Горицкого сельского поселения, с точки зрения административно-территориального деления — в Горицкий сельсовет.
Расстояние по автодороге до районного центра Кириллова — 9,5 км, до центра муниципального образования Гориц — 5,5 км. Ближайшие населённые пункты — Сандырево, Никулино, Трофимово, Ермаково, Лимоново.
По переписи 2002 года население — 4 человека.